# Distretto di Zhäníbek
Il distretto di Zhäníbek (in kazako: Жәнібек  ауданы) è un distretto (audan) del Kazakistan con  capoluogo Zhäníbek.